# Georges Dubosc

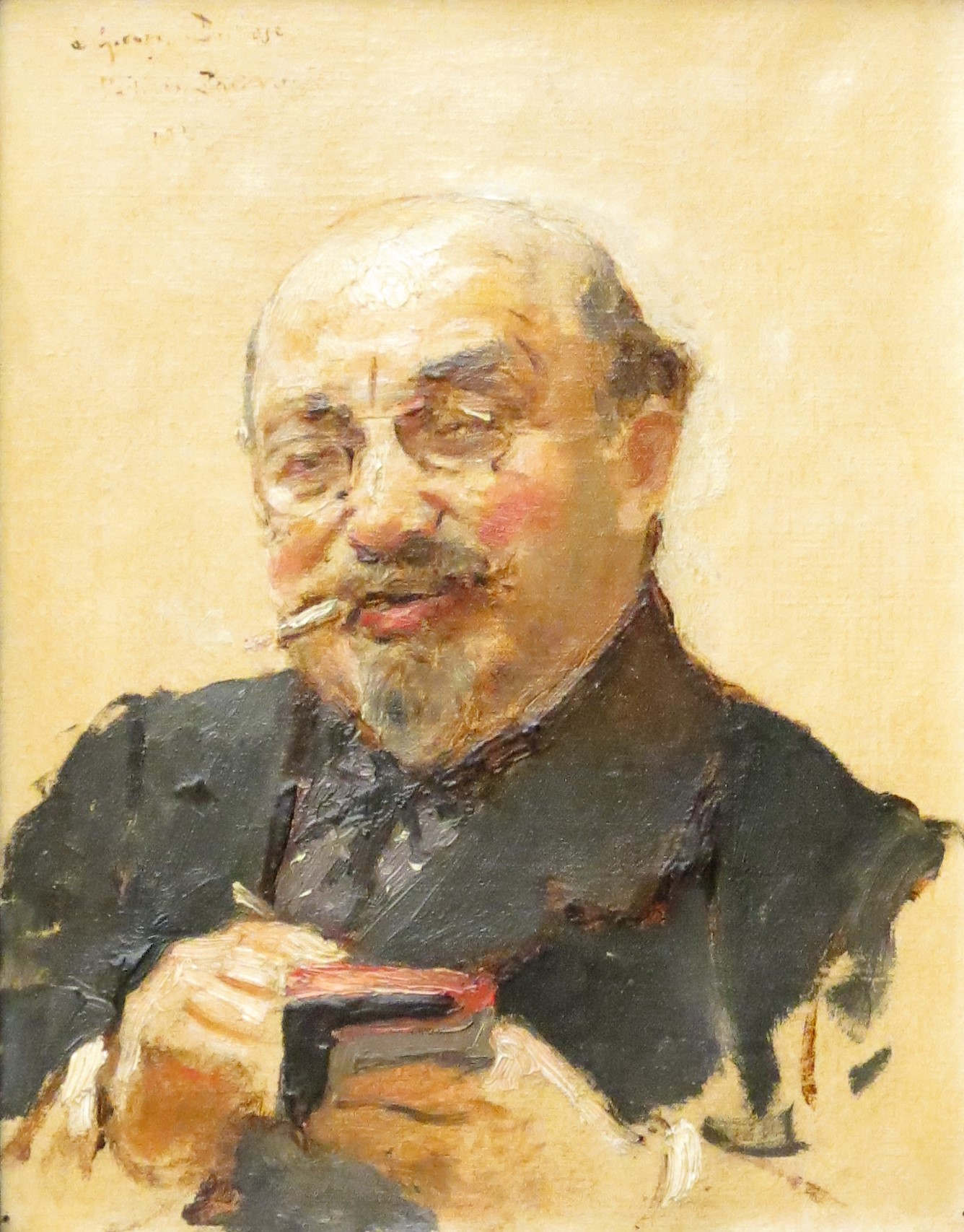
Porträt von Georges Dubosc, von Philippe Zacharie.

Michel-Georges Dubosc, genannt Myop (* 17. August 1854 in Rouen; † 18. Juni 1927 ebenda) war ein französischer Maler und Journalist.

## Leben

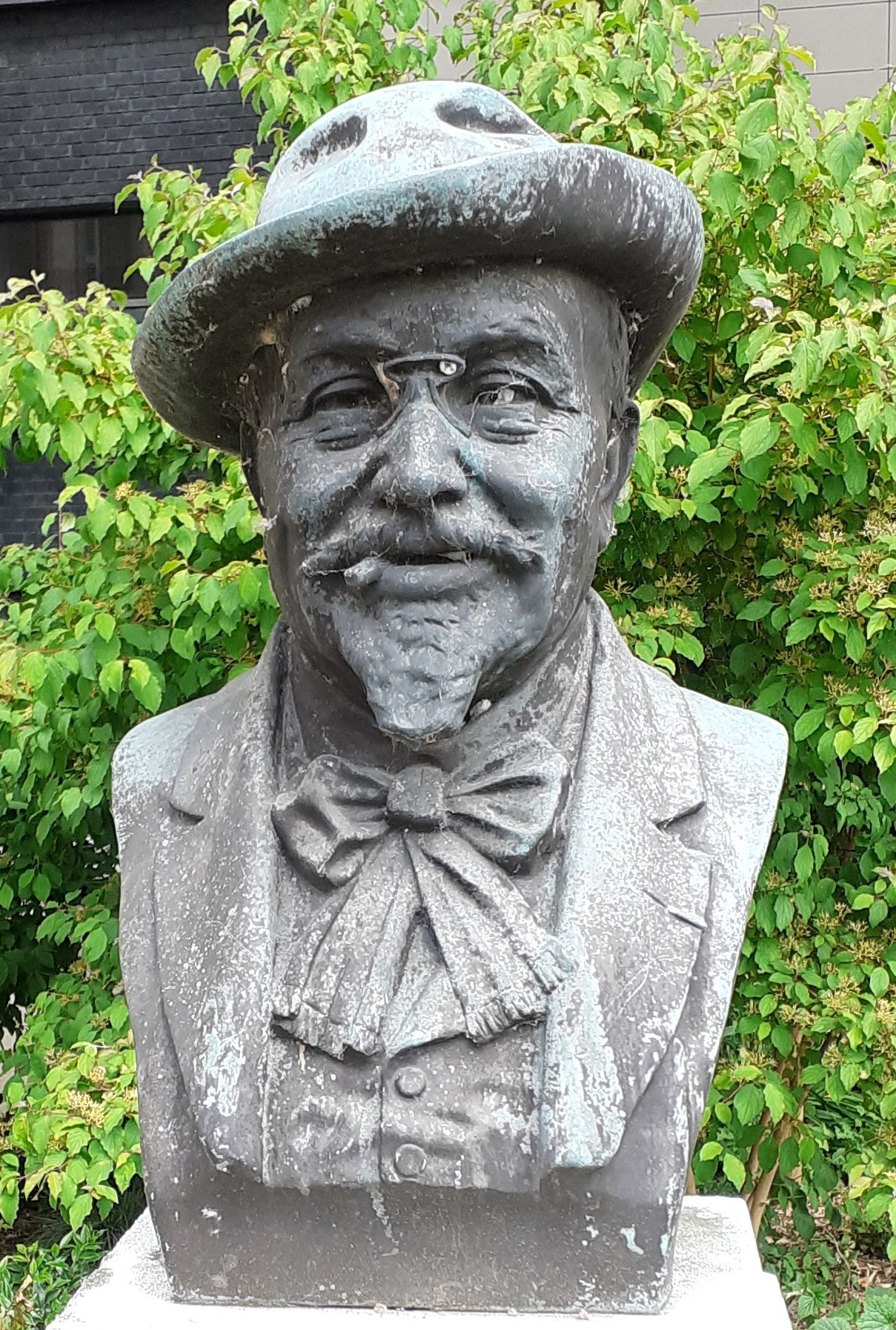
Bronzebüste von Georges Dubosc von Ferdinand Berthelot.

Georges Dubosc wurde am 17. August 1854 in Rouen in der Rue du Contrat Social als ältester von drei Brüdern geboren. Seine Eltern gehörten dem wohlhabenden Bürgertum der Stadt an; sein Vater war Teilhaber einer chemischen Handelsgesellschaft, seine Mutter stammte aus dem Baskenland. Schon früh zeigte sich am Gymnasium von Rouen seine Doppelbegabung, vor allem in den Fächern Literatur und Zeichnen. Im April 1874 erhielt er das Baccalauréat ès lettres. Nach einem einjährigen Volontariat in Givet in den Ardennen entschloss er sich, Maler zu werden, ging nach Paris und trat in das Atelier von Dupuy de la Roche (1819–1887) ein. Dort besuchte er Museen, Theater und Ausstellungen. Wegen gesundheitlicher Probleme verbrachte er drei Monate im Baskenland. Nach seiner Rückkehr nach Paris besuchte er kurz die Ateliers von Léon Bonnat und Jean-Léon Gérôme und lernte Édouard Manet, Marcellin Desboutin und Jean-Louis Forain kennen. 1880 kehrte er nach Rouen zurück, wo er sich der Malerei und der Theaterreportage widmete. 
Georges Dubosc stellte 1882 und 1884 im Salon Municipal von Rouen aus. Ab 1880 berichtete er in der Chronique de Rouen über Theateraufführungen und Kunstausstellungen. Er schrieb auch für „La Lorgnette“ und „La Cloche d’Argent“. Seine Freundschaft mit jungen Künstlern wie Charles Angrand, Joseph Delattre, Charles Frechon und Léon-Jules Lemaître war für die Künstlergemeinschaft von großem Nutzen. Nach der Schließung des „Cabaret du Clair de Lune“ trafen sich die Kunstliebhaber in der „Cafetière“ im ersten Stock des Café Régis, um Karten zu spielen, zu rauchen, Bier zu trinken und über Theater, Malerei und Literatur zu diskutieren. Dank seiner umfassenden Bildung konnte Dubosc mühelos von einem Thema zum anderen wechseln. 
1887 wurde Dubosc Theaterkritiker beim „Journal de Rouen“. Neben Theaterkritiken  bereicherte die Chronik von Rouen mit vielfältigen Beiträgen. Nach dem Tod von A. Darcel 1894 übernahm er endgültig die „Rubrique des Salons“. Als das „Journal de Rouen“ eine Sonntagsbeilage mit literarischen, künstlerischen und wissenschaftlichen Beiträgen einführte, nutzte Dubosc diese Gelegenheit, um in seiner Kolumne „Par-ci, Par-là“ die Geschichte Rouens und der Normandie neu zu schreiben. Er veröffentlichte rund 6200 Artikel zu den verschiedensten Themen und würdigte seine Heimatstadt mit Werken wie „Rouen aux principaux époques de son histoire“, „A travers Rouen ancienne et moderne“ und „L’Ecole de Rouen, ses peintres et ses ferronniers“.
Georges Dubosc, der am 18. Juni 1927 starb, hatte es sich zum Ziel gesetzt, die Öffentlichkeit täglich mit Beiträgen über die Geschichte Rouens und der Normandie zu informieren und zu interessieren.